# Krzysztof Maciejewski (piłkarz)
Krzysztof Sławomir Maciejewski (ur. 22 sierpnia 1964) – polski piłkarz, obrońca.
W pierwszej lidze grał w barwach GKS, w katowickim klubie występował w latach 1990-1995. Dwa razy sięgnął po Puchar Polski (1991 i 1993), raz po Superpuchar (1991), Był także piłkarzem Polonii Bytom oraz Bobrek Karb Bytom. W reprezentacji Polski debiutował 3 grudnia 1991 w spotkaniu z Egiptem, ostatni raz zagrał jesienią 1994.